# احتلال معان

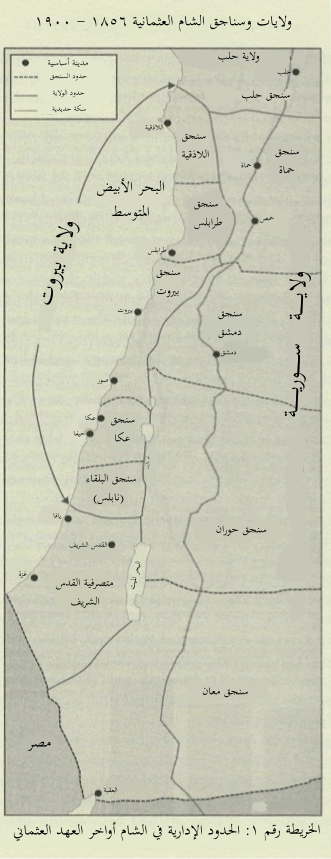
سنجق معان جنوب سوريا العثمانية في بداية القرن العشرين.

احتلال معان هو الاسم الذي أُطلق على سيطرة عدد من أفراد الأسرة الهاشميّة على سنجق معان العثماني بعد الحرب العالمية الأولى، الذين وصلوا إلى السلطة في مناطق عربيّة مختلفة آنذاك، امتدت عبر مناطق سوريا والجزيرة العربية. تمثّل الهاشميّون بالشريف حسين في مملكة الحجاز، والأمير فيصل ممثلاً للحكومة العربية في دمشق (فيما أُطلِق عليه إدارة أراضي العدو المحتلة الشرقيّة ثم المملكة العربية السورية لاحقًا) وعبد الله، الذي أصبح لاحقًا أميرًا على شرق الأردن.
امتدت هذه الفترة بين عاميّ 1918 و1923، حيث تلاها إنشاء الانتداب البريطاني على فلسطين وإمارة شرق الأردن في جنوب بلاد الشام. وشملت السيطرة على منطقة صحراويّة كبيرة تشكّل اليوم محافظتيّ معان والعقبة اللتان تقعان في الأردن، وكذلك المنطقة الصحراويّة في النقب جنوب فلسطين التاريخيّة، التي أصبحت اليوم جزءًا كبيرًا من المنطقة الجنوبيّة الإسرائيليّة، بما في ذلك مدينة إيلات.
لقد أصبحت منطقة معان-العقبة محل نزاع حدودي دولي بين الدول الحديثة آنذاك مثل المملكة العربية السعودية والمملكة الأردنية الهاشمية. وكانت أيضًا ذات صلة بإدراج منطقة النقب في ما أصبح دولة إسرائيل الحديثة. وصف الكاتب الإسرائيلي بنيامين شوادران هذا الأمر، في كتاب تاريخ الأردن، بأنه "واحد من أكثر الفصول إرباكًا في تاريخ هذا البلد"، حيث طرح سؤالًا عن انتماء سنجق معان الشرعي (بما في ذلك مدن معان والعقبة).

### الوضع في عهد العثمانيين
في يونيو 1934، طلبت لجنة الانتدابات الدائمة من البريطانيين "معلومات حول خط الترسيم بين ولاية الحجاز وولاية سوريا في ذلك الوقت الإدارة العثمانية"; سلم التقرير في التقرير السنوي للانتداب البريطاني لعام 1934 وذكر أن:
بتكليف من صاحب الجلالة الهاشمية الملك علي ملك الحجاز المقدس نعلن قضاء معان والعقبة جزءا من إمارة شرق الأردن.
كما ذكر التقرير أن:
- خلال عام 1893 كانت منطقة معان والعقبة جزءًا من ولاية سوريا.
- في عام 1904 تم نقل قضاء العقبة إلى ولاية الحجاز.
- بين عامي 1904 و1910 تم تشكيل سنجق المدينة المستقل والذي شمل العقبة.
- بين عامي 1910و1915 تم إعادة ضم قضاء العقبة إلى ولاية سوريا.
- بحلول صيف عام 1915، عاد إلى سنجق المدينة المستقل.[4]

### مطالبة سعودية
نقش هذا الأمر في فترة المفاوضات التي أدت إلى معاهدة جدة مايو 1927. ومع ذلك، تخلت الحكومة البريطانية عن إصرارها على أن يعترف ابن سعود رسميًا بالعقبة ومعان كجزء من شرق الأردن؛ وبدلاً من ذلك تعامل مع هذا الأمر عبر تبادل منفصل للرسائل، بين 19 و21 مايو 1927، حيث ذكر كلايتون الموقف البريطاني ووافق ابن سعود على احترام الوضع الراهن.
ناقشت مذكرة بتاريخ 12 يناير 1940 أعدتها الدائرة الشرقية بوزارة الخارجية بعنوان "مطالبة ابن سعود بالعقبة ومعان":
(1) الموقع التاريخي والإداري للعقبة ومعان في الدولة العثمانية.
(2) الطريقة التي تأثرت بها مسألة السيادة بالغزو والاحتلال والإدارة، وبإجراءات معينة للسياسة البريطانية وسياسة الحلفاء، أثناء وبعد حرب 1914-18.
تمت تسوية مطالبة المملكة العربية السعودية بالعقبة ومعان أخيرًا ورسمت الحدود في عام 1965.

## الببليوغرافيا

### اللغة الإنجليزية
- أندرسون، سكوت (6 مارس 2014). لورنس في الجزيرة العربية: الحرب والخداع والحماقة الإمبراطورية وصنع الشرق الأوسط الحديث. Atlantic Books. ص. 295. ISBN:978-1-78239-201-9. مؤرشف من الأصل في 2019-06-01.
- جوكيان، نويل جوزيف (1985). العلاقات البريطانية مع شرق الأردن، 1920-1930 (PhD). قسم السياسة الدولية، جامعة أبيريستويث. مؤرشف من الأصل في 2023-05-24.
- شوادران، بنيامين (1959). الأردن: حالة من التوتر. Council for Middle مطبعة الشؤون الشرقية. ISBN:978-1-258-43247-8.
- سيلفرفارب، D. (1982). "معاهدة جدة في مايو 1927". دراسات الشرق الأوسط. ج. 18 ع. 3: 276–285. DOI:10.1080/00263208208700511. JSTOR:4282893.

### اللغة العربية
- محمد عبد الكريم محافظة (2004)، الدور البريطاني في ضم معان والعقبة لإدارة شرق الأردن، 1925 [العنوان العربي الدور البريطاني في معان والعقبة بإدارة شرق الأردن العام]